# Maurício Kozlinski
Maurício Kozlinski (Antônio Olinto, 18 giugno 1991) è un calciatore brasiliano, portiere del Vila Nova.

## Palmarès

### Club

#### Competizioni statali
- Campionato Goiano: 1

Atl. Goianiense: 2019
- Campionato Goiano: 1

Vila Nova: 2025

#### Competizioni regionali
- Copa do Nordeste: 1

Fortaleza: 2024